# Ernst Carl Constantin von Schardt
Ernst Carl Constantin von Schardt (* 9. April 1744; † 5. Mai 1833 in Weimar) war ein sachsen-weimarischer Beamter und Illuminat. Er war der älteste Bruder von Charlotte von Stein.

## Leben
Schardt studierte Rechtswissenschaften in Jena und wurde Geheimer Sekretär in Weimar. 1770 wurde er Regierungsrat, 1772 Hofrat, 1776 Geheimer Regierungsrat. 1789–1790 war er ohne Bezüge im Oberkonsistorium tätig. 1798 wurde er Landschaftskassendirektor, 1802 Geheimrat, und 1809–1814 war er Präsident des Landschaftskollegiums von Weimar.
Angehöriger der Strikten Observanz, einer Richtung der Freimaurerei, war er unter dem Namen 'a Campana argentea'. Im Bund der Illuminaten wurde er mit dem Ordensnamen 'Apollonius' aufgenommen und war hier sogenannter Regent. Johann Joachim Christoph Bode wohnte nach seiner Ankunft in Weimar in seinem Haus, bevor er in das Palais der Gräfin Charitas Emilie von Bernstorff zog.

### Familie
Schardt war der älteste Bruder Charlotte von Steins, von Luise Franziska Sophie von Imhoff und Ludwig Ernst Wilhelm von Schardt (* 1748; † 3. September 1826 in Ilmenau). Ludwig Ernst Wilhelm wurde Leutnant und war ab 1771 Offizier in sachsen-weimarischen Diensten, avancierte 1775 zum Hofjunker und 1782 zum Kammerjunker. Ab 1786 war er Kammerherr und Hauptmann.
Ernst Carl Constantin von Schardt heiratete im April 1778 Friederike Sophie Eleonore (* 23. November 1755 in Hannover; † 30. Juli 1819 in Weimar), geborene von Bernstorff. Sie wurde nach dem Tod der Eltern von ihrer Tante Charitas Emilie Gräfin von Bernstorff (der Gattin von Johann Hartwig Ernst von Bernstorff) in Holstein erzogen. Während sie auf Gut Borstel mit ihrer Tante lebte, war Bode ihr Lehrer in den Fächern Musik, Literatur und Sprache. Nach einigen Fehlgeburten blieb sie kinderlos. Johann Gottfried Herder verehrte sie derart leidenschaftlich in sehr intim formulierten Briefen, dass es beinahe zum Ehebruch im April 1783 mit seiner Ehefrau gekommen war. Im Mai reiste sie mit ihm nach Hamburg. Sie war eine Gegnerin der Französischen Revolution und Lyrikerin. 1795 erteilte sie Herders Tochter Luise Französischunterricht. Am 6. April 1817 konvertierte sie zum Katholizismus. Herder besaß ein Porträt von ihr.
| Personendaten    | Personendaten                      |
| ---------------- | ---------------------------------- |
| NAME             | Schardt, Ernst Carl Constantin von |
| ALTERNATIVNAMEN  | Schardt, Ernst Karl Konstantin von |
| KURZBESCHREIBUNG | deutscher Beamter und Illuminat    |
| GEBURTSDATUM     | 9. April 1744                      |
| STERBEDATUM      | 5. Mai 1833                        |
| STERBEORT        | Weimar                             |